# Differentiell psykologi
Differentiell psykologi, eller differentialpsykologi,  kallas gren av psykologin där psykologer försöker beskriva och förklara skillnaden mellan individer, men också grupper av individer. Dessa skillnader beror ofta till stor del på socioekonomiska, etniska, kulturella, biologiska och nationella förhållanden. Den differentiella psykologin har gett upphov till nya grenar inom psykologin såsom invandrarpsykologi och tvärkulturell psykologi.